# Cupa Boliviei
Cupa Boliviei denumită oficial Copa Aerosur este competiția fotbalistică eliminatorie de cupă din Bolivia.

## Lista câștigătorilor

### Copa Aerosur
| Sezon | Câștigător (titluri)  | Finalist          | Semifinaliști                   |
| ----- | --------------------- | ----------------- | ------------------------------- |
| 2003  | Oriente Petrolero (1) | Jorge Wilsterman  | Bolivar San José                |
| 2004  | Jorge Wilstermann (1) | Aurora            | The Strongest Oriente Petrolero |
| 2005  | Oriente Petrolero (2) | Bolivar           | Destroyers Jorge Wilstermann    |
| 2006  | Blooming (1)          | The Strongest     | Oriente Petrolero Real Potosi   |
| 2007  | The Strongest (1)     | Oriente Petrolero | Bolivar Chaco Petrolero         |
| 2008  | Blooming (2)          | Jorge Wilsterman  | Bolivar Universitario           |
| 2009  | Bolivar (1)           | Jorge Wilsterman  | Blooming Oriente Petrolero      |
| 2010  | Bolivar (2)           | Jorge Wilsterman  | Blooming The Strongest          |
| 2011  | Jorge Wilsterman (2)  | Aurora            | Oriente Petrolero The Strongest |

### Copa Aerosur del Sur
| Sezon | Câștigător (titluri) | Finalist    | Semifinaliști            |
| ----- | -------------------- | ----------- | ------------------------ |
| 2009  | San José (1)         | Real Potosí | La Paz The Strongest     |
| 2010  | Guabirá (1)          | Real Potosí | San José Universitario   |
| 2011  | Universitario (1)    | Real Potosí | San José Nacional Potosí |

## Rezultate după echipă (Copa Aerosur)
| Club              | Trofee | Ultima finală câștigată | Finale | Ultima finală pierdută |
| ----------------- | ------ | ----------------------- | ------ | ---------------------- |
| Jorge Wilstermann | 2      | 2011                    | 4      | 2010                   |
| Oriente Petrolero | 2      | 2005                    | 1      | 2007                   |
| Bolívar           | 2      | 2010                    | 1      | 2005                   |
| Blooming          | 2      | 2008                    | 0      |                        |
| The Strongest     | 1      | 2007                    | 1      | 2006                   |
| Aurora            | 0      |                         | 2      | 2011                   |

## Rezultate după echipă (Copa Aerosur del Sur)
| Club          | Trofee | Ultima finală câștigată | Finale | Ultima finală pierdută |
| ------------- | ------ | ----------------------- | ------ | ---------------------- |
| San José      | 1      | 2009                    | 0      |                        |
| Guabirá       | 1      | 2010                    | 0      |                        |
| Universitario | 1      | 2011                    | 0      |                        |
| Real Potosí   | 0      |                         | 3      | 2011                   |